# Konrad Frühwald (Politiker, 1920)
Konrad Frühwald junior (* 11. Januar 1920 in Roßbach, heute zu Baudenbach; † 6. Dezember 1981 ebenda) war ein deutscher Landwirt und Politiker (Bayernpartei, später CSU).
Der Sohn von Konrad Frühwald senior besuchte die Volks-, Berufs- und Landwirtschaftsschule sowie die höhere Landbauschule in Zwätzen. Er war einige Jahre lang Landrat des Landkreises Neustadt an der Aisch und in dieser Funktion auch Vorsitzender des dortigen Kreisverbandes des Bayerischen Roten Kreuzes, der Waldbauernvereinigung, der Trocknungsgemeinschaft und weiterer Einrichtungen im bäuerlichen, kommunalen und sozialen Bereich. 1946 war er Mitglied des Beratenden Landesausschusses, dem Vorparlament des Bayerischen Landtags. Diesem gehörte er von 1950 bis 1958 für die Bayernpartei und noch einmal von 1962 bis 1970, diesmal aber für die CSU an.